# Центар за културу и спорт Србац
Центар за културу и спорт Србац je установа културе и спорта у Србцу, БиХ, основана 2008. године. Налази се на адреси Моме Видовића бр. 9.

## Опште информације
Центар за културу и спорт Србац регистрован је код Основног суда у Бања Луци 24. јуна 2008. године. Центар је настао одвајањем "Народне библиотеке" од ЈУНУ "Угљеша Којадиновић" Србац, која је престала да постоји.

## Организациона структура
Центар остварује своје активности кроз организациону структуру коју чине:
1. Дом културе, са ЛЕК "Бардача – Србац" и
2. Спортска дворана

### Дом културе
Простор Дома културе чини:
- сала са балконом (капацитета 400 места) - у њој се одржавају позоришне представе, кино пројекције, свечане академије, концерти, пробе позоришних и музичких група, пробе секција (основне, средње школе и предшколске установе), јавне трибине, седнице политичких странака и бројних удружења грађана;
- хол Дома културе - у њему се одржавају изложбе, мини концерти, разне креативне радионице и књижевне вечери;
- депо слика насталих на ЛЕК "Бардача – Србац";
- гардероба и шминкерај;
- просторије које се издају у закуп "Народној библиотеци" Србац,
- канцеларијски простор - чине га две канцеларије, просторија за архиву и две оставе.

### Спортска дворана
Организациону јединицу у саставу Центра за културу и спорт Србац чини и Спортска дворана Србац која је отворена 25. септембра 2009. године.
Простор Спортске дворане Србац чини:
- сала - капацитета 500 места,
- ресторан и кафић,
- канцеларијски простор, и
- пратећи садржаји за смештај спортиста и судија.

## Културни и спортски садржаји
Центар за културу и спорт Србац организује:
- "Октобарске дане културе" - организују се поводом Покрова Пресвете Богородице, славе општине Србац;
- Ликовно - еколошку колонију "Бардача-Србац" - колонија је основана 1984. године с циљем да се природна богатства и лепоте општине Србац као и природног резервата Бардача, заштите од загађивања. Колонија се одржава почетком јула у заштићеном рамсарском подручју Бардача;
- Спортске активности - организују се у спортској дворани;
- Концерти и други садржаји из области културе и туризма - организују се у спортској дворани.

### Сарадња
Центар за културу и спорт Србац сарађује са свим културно-уметничким и спортским друштвима са подручја општине. 